# НаукаPRO
НаукаPRO — некоммерческий научно-просветительский проект, созданный в Ростове-на-Дону с целью популяризации научного мировоззрения, рационального и критического мышления. В проекте принимают участие учёные, научные журналисты и известные популяризаторы науки, рассказывая о своей деятельности и исследованиях.

## История
Проект создан в Ростове-на-Дону группой энтузиастов в марте 2017 года. Первый открытый лекторий на тему археологии и антропологии состоялся 12 марта 2017 года — эта дата является символическим днём рождения проекта.

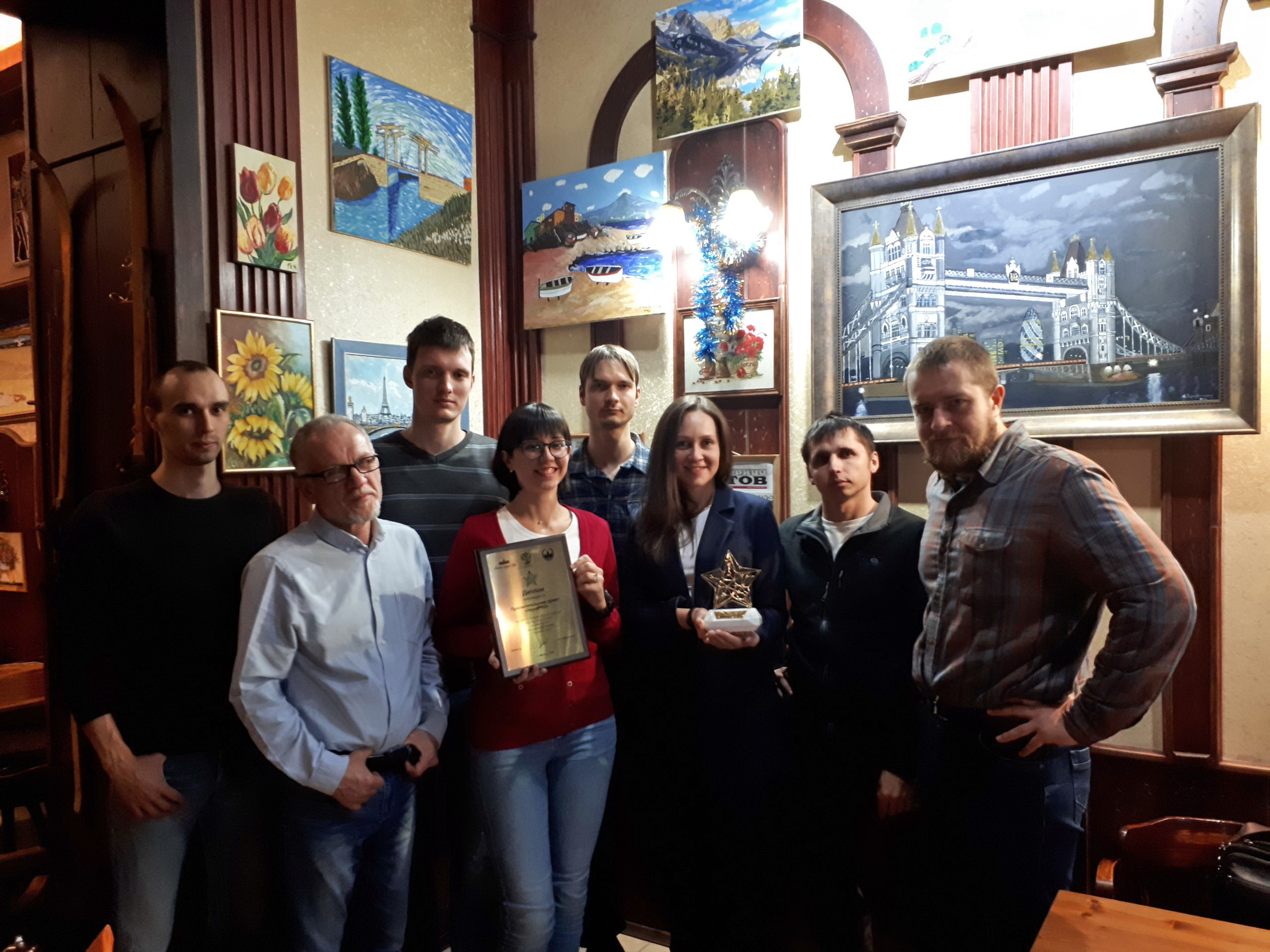
Команда проекта (неполный состав) с дипломом премии «За верность науке — 2017»

В августе 2017 года проект получил поддержку от Яндекса в рамках программы по развитию платформы Яндекс.Дзен.
В феврале 2018 года проект НаукаPRO стал лауреатом IV Всероссийской премии «За верность науке — 2017» Министерства образования и науки Российской Федерации в номинации «Прорыв года», а в 2019 попал в финалисты этой премии за 2018 год в номинации «Лучший научно-популярный проект года».
В июне 2018 года НаукаPRO совместно с археологами Этно-археологического комплекса «Затерянный мир» реализовали проект «Семь дней в седьмом тысячелетии до н. э.». Основной целью мероприятия являлось воссоздание условий эпохи неолита, основанных на археологических находках и научных работах. Участники в течение семи дней жили в условиях позднего каменного века, используя для выживания инструментарий и технологии того времени. В июне 2019 года их новый совместный проект «20 дней в эпохе бронзы» – продолжение цикла «Семь дней в седьмом тысячелетии до н.э.» стал победителем конкурса исторических проектов в рамках фестиваля «Времена и эпохи» .
С сентября 2018 года видеоролики проекта транслируются по региональному телеканалу республики Бурятия «ATB», с ноября этого же года — по каналу азовской телекомпании «АНТА».

## Члены проекта
Авторы проекта
- Е. В. Миронов, В. Ю Лега, Е. Толоконникова, П. А. Кучеренко, С. В. Скориков, А. В. Дедюлькин, В. В. Сапрыгин, О. А. Миронова, Т. Н. Чеботарёва, В. П. Петров, А. В. Пащенко, Р. А. Ибрагимов, О. Е. Скорикова[14].

Участники и гости проекта
- С. В. Дробышевский — антрополог, кандидат биологических наук, доцент кафедры антропологии биологического факультета МГУ имени М. В. Ломоносова, научный редактор Антропогенез.ру[15].
- С. Б. Попов — российский учёный-астрофизик и популяризатор науки, доктор физико-математических наук, ведущий научный сотрудник ГАИШ[16].
- А. В. Савватеев — математик и матэкономист, доктор физико-математических наук, научный руководитель Кавказского Математического Центра АГУ, ректор Университета Дмитрия Пожарского, профессор МФТИ, научный руководитель ЦДПО РЭШ, ведущий научный сотрудник ЦЭМИ РАН, популяризатор математики среди детей и взрослых[17].
- В. М. Алпатов — советский и российский лингвист, доктор филологических наук (1983), член-корреспондент РАН по Отделению историко-филологических наук (2008). Автор более 200 работ по лингвистике, прежде всего по японистике и истории языкознания.
- А. Л. Чикин — доктор физико-математических наук, главный научный сотрудник Южного Научного Центра РАН[18].
- Иван Ямщиков — доктор философии, научный сотрудник Института Макса Планка в Лейпциге, AI-евангелист компании ABBYY[19].

и другие.

## Награды
- Лауреат IV Всероссийской премии «За верность науке — 2017» Министерства образования и науки Российской Федерации в номинации «Прорыв года»[3][4][5].
- Финалист V Всероссийской премии «За верность науке — 2018» Министерства образования и науки Российской Федерации в номинации «Лучший научно-популярный проект года»[6][7][20].
- Финалист VII национальной премии «Хрустальный компас — 2019»[21] в номинации «Просвещение»[22][13].